# Hofmaarschalk
Een hofmaarschalk is een hoge functionaris in een hofhouding. Hij heeft de leiding over alle huishoudelijke afdelingen in de paleizen of de accommodaties waar de koning of de koningin en andere leden van een koninklijke familie verblijven. Hij wordt daarin bijgestaan door een tweede man, de majordomus of huismeester (oudste van het huis). Deze functionaris heeft het dagelijkse toezicht. De hofmaarschalk is niet belast met het bepalen van het te volgen protocol, dat is de taak van de ceremoniemeester.